# Path of No Return
Path of No Return ist eine schwedische Hardcore- und Metalcore-Band aus Örebro, die im Jahr 2001 gegründet wurde.

## Geschichte
Die Band wurde im Frühjahr 2001 von Schlagzeuger Martin Jacobson, Bassist Adam Holmkvist, Gitarrist Daniel Cederborg und Sänger Adam Hector gegründet. In den nächsten drei Jahren arbeitete die Band einige Lieder aus und veröffentlichte in diesem Zeitraum die ersten vier Demos. Danach veröffentlichte die Band im Jahr 2004 ihre erste EP Death Is Promised über Unity Is All Records. Darauf folgte im selben Jahr eine Split-Veröffentlichung mit The Change. Danach nahm die Band ihr selbstbetiteltes Debütalbum in Uppsala auf, das Ende März 2005 bei GSR Records veröffentlicht wurde. Zur Zeit der Veröffentlichung ging die Band mit Crowbar auf Tour durch Europa. Danach setzte die Band die Tour mit Knuckledust und No Turning Back bis in den Mai fort. Im Jahr 2007 erschien das zweite Album The Absinthe Dreams bei Epitaph Records und Burning Heart Records.

## Stil
Die Band spielt eine Mischung aus Metalcore und klassischem Hardcore, wobei die Musik mit der von Refused vergleichbar ist.

## Diskografie
- Nora Hardcore (Demo, 2002, Eigenveröffentlichung)
- Death Is Promised (EP, 2004, Unity Is All Records)
- The Change / Path of No Return (Split mit The Change, 2004, Distric 19 Records / Monument Records)
- Path of No Return (Album, 2005, GSR Records)
- The Absinthe Dreams (Album, 2007, Epitaph Records / Burning Heart Records)